# 시청역 (싱가포르)

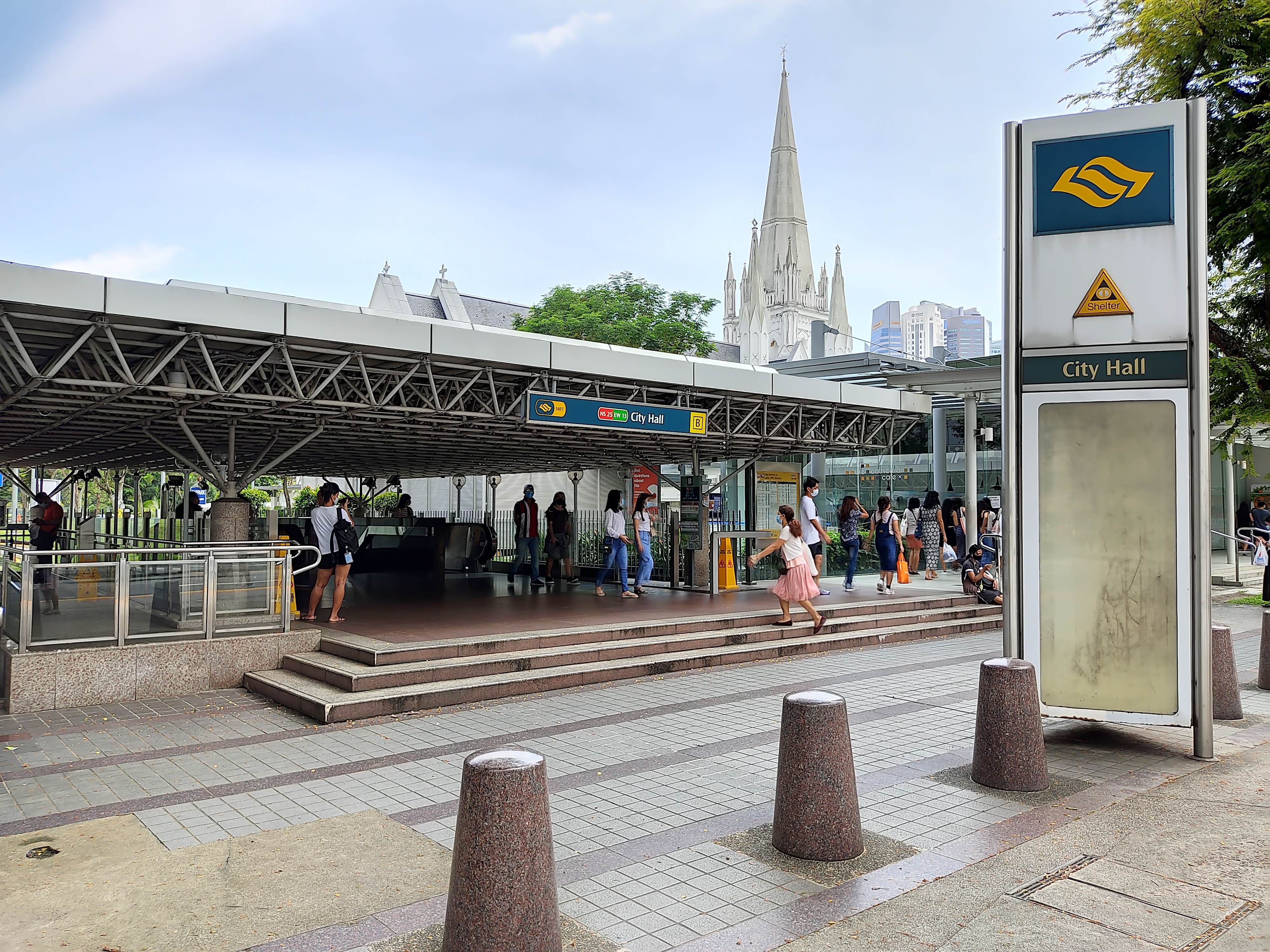

시청역(City Hall MRT station)은 노스사우스선(NSL)과 이스트웨스트선(EWL)에 있는 싱가포르 지하 MRT(Mass Rapid Transit) 환승역이다. 다운타운 코어 지구에 위치한 이 호텔은 노스브리지로드 및 세인드 앤드루스 로드와의 도로 교차점 근처 스탬퍼드 로드 아래에 있다. 역은 구 시청사, 래플스 시티, 파당, 세인트 앤드류 대성당, 기념비 등 랜드마크 근처에 있다.
처음에 세인트 앤드류 MRT 역으로 명명된 이 역은 1982년 원래 MRT 네트워크의 초기 계획에 포함되었다. 시청과 래플스 플레이스 역 사이의 터널 건설에는 싱가포르 강의 배수가 필요했다. 이 역은 1987년 12월 12일 MRT 아우트램 파크역 연장의 일부로 개통되었다. NSL과 EWL 간의 플랫폼 간 환승은 1989년 10월 28일에 시작되었으며, 이는 MRT 네트워크를 두 개의 노선으로 분할하는 11월 4일 타나메라역까지 MRT 동부선 확장 개통을 앞두고 있다. 민방위 대피소로 지정된 3층짜리 역에는 해당 지역의 정부 건물을 묘사한 사이먼 웡의 벽화가 있다.